# Pont de Groslée
Le pont de Groslée est un pont suspendu franchissant le Rhône entre les communes de Groslée-Saint-Benoit (Ain) et de Brangues (Isère). Conçu par Ferdinand Arnodin et achevé en 1912, il a une portée principale de 177,21 m de longueur.
Il a été partiellement détruit en 1940 pour arrêter l'avancée allemande mais rapidement rétabli.